# Janez Drnovšek

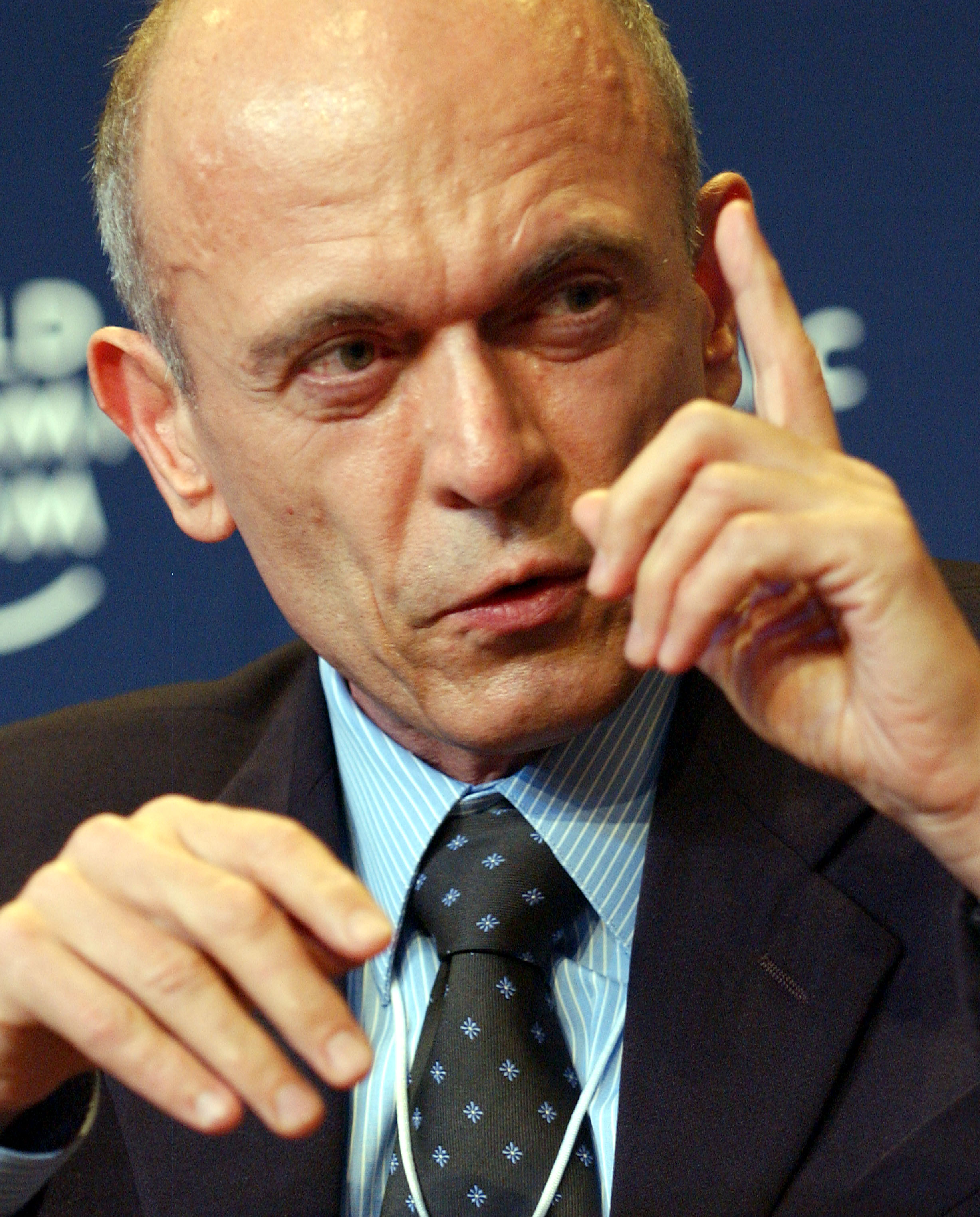
Janez Drnovšek (2004)

Janez Drnovšek ([jˈanɛz dərnˈɔuʃɛk]; * 17. Mai 1950 in Celje, SR Slowenien, Jugoslawien; † 23. Februar 2008 in Zaplana, bei Vrhnika) war ein slowenischer Politiker. Zwischen 1992 und 2002 war er fast durchgängig Ministerpräsident und von Dezember 2002 bis Dezember 2007 Staatspräsident der Republik Slowenien.

## Biografie
Drnovšek absolvierte ein Studium der Volkswirtschaftslehre an den Universitäten Ljubljana und Maribor, welches er mit einem Doktorat abschloss. Er war in den 1980er Jahren der Vertreter der damaligen Teilrepublik Slowenien im Staatsrat von Jugoslawien und fungierte von 1989 bis 1990 turnusmäßig als Vorsitzender des Präsidiums der SFRJ; er war damit de facto Staatspräsident. Als Staatsratsvorsitzender führte er auch den Vorsitz beim Treffen der blockfreien Staaten in Belgrad im Jahr 1990. Bis zum Zerfall Jugoslawiens war er aktives Mitglied der Kommunistischen Partei.
Als Vorsitzender der Liberaldemokratie Sloweniens (Liberalna demokracija Slovenije – LDS) von 1992 bis 2002 wurde er als Nachfolger Lojze Peterles der zweite Ministerpräsident des unabhängigen Slowenien; seine Amtszeit dauerte (mit einer kurzen Unterbrechung im Jahr 2000) von 1992 bis 2002. Als Nachfolger Milan Kučans wurde er am 22. Dezember 2002 als Präsident der Republik Slowenien vereidigt. Im Juni 2006 gab Drnovšek bekannt, dass er nicht vorhabe, nach seiner 2007 auslaufenden Amtszeit für eine weitere Amtsperiode zu kandidieren; er übergab am 22. Dezember 2007 das Amt des Staatspräsidenten an Danilo Türk.
Janez Drnovšek war geschieden und hatte zwei erwachsene Kinder – einen Sohn aus seiner Ehe sowie eine außereheliche Tochter. Er war in seinen letzten Jahren Veganer  und hatte sich zunehmend buddhistischen Ideen zugewandt. Seit 1999 war bekannt, dass er an Nierenkrebs litt. An dessen Folgen starb er im Februar 2008.
Drnovšek war Gründer der Bewegung für Gerechtigkeit und Entwicklung.

## Werke(auf Deutsch)
- Janez Drnovšek: Der Jugoslawien-Krieg – Meine Wahrheit. SmartBooks, Kilchberg/Zürich 1998, ISBN 3-907601-00-9.
- Janez Drnovšek: Vom Wesen der Welt. Hermagoras/Mohorjeva Verlag, Klagenfurt 2006, ISBN 978-3-7086-0273-8.